# Quan chế triều Thanh
Quan chế nhà Thanh liệt kê chức vụ chính thức trong triều đại nhà Thanh, được chia thành các quan văn và quan võ. Các chức vụ chính thức được liệt kê trong bảng này được giới hạn ở trung ương và tỉnh.

## Khái quát
Quan chế nhà Thanh được phân thành trung ương và địa phương. Tại một số tỉnh, quan chế được tổ chức khác với tỉnh còn lại như Thanh Hải, Tân Cương, Mông Cổ, Tây Tạng.

## Quan văn

### Chính nhất phẩm
| Thái sư                    |  | Thái phó            |  | Thái bảo |
| Đặc tiến Quang Lộc Đại phu |  | Điện các Đại học sĩ |  |          |

### Tòng nhất phẩm
| Thiếu sư         |  | Thiếu phó        |  | Thiếu bảo                            |  | Hiệp biện Đại học sĩ |
| Thái tử Thái sư  |  | Thái tử Thái phó |  | Thái tử Thái bảo                     |  | Vinh Lộc Đại phu     |
| Tả Hữu Đô ngự sử |  | Thượng thư       |  | Tổng đốc mang hàm Binh bộ Thượng thư |  |                      |

### Chính nhị phẩm
| Thái tử Thiếu sư |  | Thái tử Thiếu phó                    |  | Thái tử Thiếu bảo |  | Tư chính Đại phu |
| Thị lang         |  | Tổng quản Nội vụ phủ                 |  |                   |  |                  |
| Tổng đốc         |  | Tuần phủ mang hàm Binh bộ Thượng thư |  | Hà đạo Tổng đốc   |  | Tào vận Tổng đốc |

### Tòng nhị phẩm
| Thông Phụng Đại Phu |  | Nội các Học sĩ |  | Chưởng viện Học sĩ Hàn Lâm viện |
| Bố chánh sứ         |  | Tuần phủ       |  |                                 |

### Chính tam phẩm
| Tả Hữu Phó Đô ngự sử  |  | Phủ thừa Tông nhân phủ  |  | Thông chính Thông chính sứ ty |  | Đại lý tự khanh          |
| Chiêm sự Chiêm sự phủ |  | Thái thường tự khanh    |  | Phủ doãn Thuận Thiên phủ      |  | Phủ doãn Phụng Thiên phủ |
| Án sát sứ             |  | Tả Hữu thừa Ngoại vụ Bộ |  | Thông nghị Đại phu            |  | Đề đốc Học chánh         |

### Tòng tam phẩm
| Quang lộc tự khanh |  | Thái bộc tự khanh |  | Diêm vận sứ |  | Trung nghị Đại phu |

### Chính tứ phẩm
| Phó sứ Thông chính sứ ti     |  | Đại lý tự Thiếu khanh |  | Thiếu chiêm sự Chiêm sự phủ |  | Thái thường tự Thiếu khanh |
| Hồng lô tự khanh             |  | Thuận Thiên phủ thừa  |  | Phụng Thiên phủ thừa        |  | Đạo viên                   |
| Tả Hữu Tham nghị Ngoại vụ Bộ |  | Trung hiến Đại phu    |  | Thái bộc tự Thiếu khanh     |  |                            |

### Tòng tứ phẩm
| Thị độc Học sĩ Hàn Lâm viện       |  | Thị giảng Học sĩ Hàn Lâm viện |  | Nội các Thị độc Học sĩ |  | Quốc Tử giám Tế tửu |
| Đồng tri Đô chuyển diêm vận sứ ti |  | Tri phủ                       |  | Triều nghị Đại phu     |  |                     |

### Chính ngũ phẩm
| Tả Hữu Thứ tử Tả Hữu Xuân phường |  | Tham nghị Thông chính sứ ty     |  | Quang lộc tự Thiếu khanh                  |  | Lang trung                        |
| Chưởng ấn cấp sự trung Lục khoa  |  | Cấp sự trung Lục khoa           |  | Lí sự quan Tông Nhân Phủ                  |  | Trị trung Thuận Thiên phủ         |
| Trị trung Phụng Thiên phủ        |  | Viện sứ Thái y viện             |  | Đồng tri                                  |  | Tri châu Trực Lệ châu             |
| Khâm Thiên giám Giám chính       |  | Chức tạo Chức tạo xứ Nội vụ phủ |  | Nội quản lĩnh Nội quản lĩnh xứ Nội vụ phủ |  | Nội quản lĩnh Lăng tẩm Nội vụ phủ |
| Hình bộ Điển ngục                |  | Tản giai Phụng chánh Đại phu    |  |                                           |  |                                   |

### Tòng ngũ phẩm
| Thị độc Hàn Lâm viện |  | Thị giảng Hàn Lâm viện |  | Tẩy mã Tư kinh cục |  | Thiếu khanh Hồng lô tự |
| Giám sát ngự sử      |  | Viên ngoại lang        |  | Tri châu           |  | Vận phó Vận diêm ti    |
| Đề cử Diêm khóa ti   |  | Phụng trực Đại phu     |  |                    |  |                        |

### Chính lục phẩm
| Nội các Thị độc       |  | Tư nghiệp Quốc tử giám  |  | Chủ sự Bộ viện                  |  | Tả Hữu Trung doãn Tả Hữu Xuân phường                  |
| Chủ sự Tôn nhân phủ   |  | Chủ sự Tự nha môn       |  | Chủ sự Khởi cư trú              |  | Đô sự Đô sát viện                                     |
| Kinh lịch Đô sát viện |  | Tả Hữu Đại lý tự thừa   |  | Tả Hữu Khâm thiên giám Giám phó |  | Viện phán Thái Y viện                                 |
| Thông phán Kinh phủ   |  | Tri huyện Kinh huyện    |  | Chỉ huy Binh mã ti              |  | Ngũ quan chính Xuân hạ thu đông trung Khâm Thiên giám |
| Thái thường tự thừa   |  | Thự chính Thần nhạc thự |  | Thông phán Phủ                  |  | Thừa đức lang                                         |

### Tòng lục phẩm
| Tả Hữu Tán thiện Tả Hữu Xuân phường |  | Tu soạn Hàn Lâm viện  |  | Thự chính Quang lộc tự       |  | Ngũ quan chính Mãn châu Khâm Thiên giám |
| Quan chính Thu đông Khâm Thiên giám |  | Kinh lịch Bố chính ti |  | Lí vấn Bố chính ti           |  | Vận phán Vận diêm ti                    |
| Châu đồng Trực lệ châu              |  | Châu đồng             |  | Tả Hữu Xiển giáo Tăng lục ti |  | Tả Hữu Diễn pháp Đạo Lục ti             |
| Nho Lâm lang                        |  | Tuyên đức lang        |  |                              |  |                                         |

### Chính thất phẩm
| Biên tu Hàn Lâm viện              |  | Tri sự Thông chính sứ ty              |  | Kinh lịch Thông chính sứ ty |  | Tả Hữu Bình sự Đại lý tự     |
| Bác sĩ Thái thường tự             |  | Độc Chúc quan Mãn châu Thái thường tự |  | Giám thừa Quốc Tử giám      |  | Điển tịch Nội các            |
| Kinh huyện Huyện thừa             |  | Phó chỉ huy Binh mã vận               |  | Tri huyện                   |  | Điển bạ Thái thường tự       |
| Kinh lịch Án sát ti               |  | Úy Hoàng sử thành                     |  | Chủ bộ Mãn Thái bộc tự      |  | Tư khố Nội vụ phủ Bộ viện tự |
| Giáo thụ Nho học Mãn Hán Kinh phủ |  | Huấn đạo Nho học Kinh phủ             |  | Giáo thụ Ngoại phủ          |  | Bút Thiếp thức Thất phẩm     |
| Trung thư                         |  | Văn Lâm lang                          |  | Tuyên Nghĩa lang            |  | Ngự sử Tuần thành Kinh thành |

### Tòng thất phẩm
| Kiểm thảo Hàn Lâm viện                 |  | Kinh lịch Loan Nghi vệ |  | Chưởng ấn Trung thư Trung thư khoa |  | Trung thư Nội các     |
| Biện sự Trung thư                      |  | Chủ bạ Chiêm Sự phủ    |  | Điển bạ Quang lộc tự               |  | Kinh lịch Phủ Kinh    |
| Linh Đài lang Ngũ quan Khâm Thiên giám |  | Phụng tự Từ tế thự     |  | Đô sự Bố Chính ti                  |  | Kinh lịch Vận Diêm ti |
| Châu phán Trực Lệ châu                 |  | Châu phán              |  | Bác sĩ Quốc Tử giám                |  | Trợ giáo Quốc Tử giám |
| Trợ giáo Thắc học Đường cổ             |  | Trung thư Thắc học cổ  |  | Chinh sĩ lang                      |  |                       |

### Chính bát phẩm
| Học chánh Quốc Tử giám    |  | Học lục Quốc Tử giám          |  | Chủ bạ Khâm Thiên giám        |  | Ngự y Thái y viện             |
| Bác sĩ Ngũ kinh           |  | Bút Thiếp thức Bát phẩm       |  | Học lục Tứ Thị học            |  | Hiệp Luật lang Thái thường tự |
| Ti khố Đại sứ Bố chính sứ |  | Khố đại sứ Vận Diêm sứ ti khố |  | Khố Đại sứ Đạo                |  | Tri sự Án sát ti              |
| Kinh lịch Ngoại phủ       |  | Thừa huyện Ngoại huyện        |  | Đại sứ Diêm Khóa ti           |  | Đại sứ Diêm dẫn phê nghiệm sở |
| Học chính Châu            |  | Giáo dụ Huyện                 |  | Tả Hữu Giảng kinh Tăng Lục ti |  | Tả Hữu Chí linh Đạo lục ti    |
| Tu chức lang              |  | Ti vụ Các bộ                  |  |                               |  |                               |

### Tòng bát phẩm
| Điển bạ Hàn Lâm viện |  | Điển bạ Quốc Tử giám      |  | Chủ bạ Hồng lô tự             |  | Ngũ quan ti Khiết hồ chính Khâm Thiên giám |
| Lại mục Thái Y viện  |  | Tự thừa Từ tế thự         |  | Thự chánh Thần Nhạc thự       |  | Chiếu ma Bố chánh ti                       |
| Tri sự Vận Diêm ti   |  | Huấn đạo Phủ, châu, huyện |  | Tả Hữu Giác nghĩa Tăng Lục ti |  | Tả Hữu Chí nghĩa Đạo Lục ti                |
| Tu chức Tá lang      |  |                           |  |                               |  |                                            |

### Chính cửu phẩm
| Ngũ quan Giám hầu Khâm Thiên giám |  | Ngũ quan Ti thư Khâm Thiên giám |  | Tán Lễ lang Thái thường tự |  | Bút Thiếp thức Cửu phẩm |
| Chiếu ma Án sát ti                |  | Tri sự Phủ                      |  | Tri sự Đồng tri            |  | Tri sự Thông phán       |
| Chủ bạ Huyện                      |  | Phụng loan Hòa Thanh thự        |  | Đăng Sĩ lang               |  |                         |

### Tòng cửu phẩm
| Đãi chiếu Hàn Lâm viện  |  | Ti tượng Chế tạo khố Công Bộ |  | Điển tịch Quốc Tử giám          |  | Bác sĩ Khâm Thiên giám |
| Minh tán Hồng lô tự     |  | Tự ban Hồng lô tự            |  | Tự ban Hội đồng quán            |  | Ti ngục Hình bộ        |
| Chiếu ma Phủ            |  | Chiếu ma Thông phán          |  | Lậu khắc Bác sĩ Khâm Thiên giám |  | Lại mục Thái Y viện    |
| Tư nhạc Thái thường tự  |  | Đại sứ Tuyên Khóa ti         |  | Lại mục Châu                    |  | Khố sứ Đạo             |
| Đại sứ Thuế khóa ti Phủ |  | Ti ngục Án sát sứ            |  | Tư ngục Phủ                     |  | Tư ngục Đồng tri       |
| Tuần kiểm               |  | Thương đại sứ Bố chánh ti    |  | Khố Đại sứ Phủ                  |  | Đồng tri Thương đại sứ |
| Phó Tuần kiểm Thổ ti    |  | Đô cương                     |  | Đô kỉ                           |  | Chính khoa             |
| Chính Thuật             |  | Đăng sĩ tá lang              |  |                                 |  |                        |

### Không phẩm trật
- Hàn Lâm viện Khổng mục
- Lễ Bộ Chú ấn cục Đại sứ
- Huyện Điển sử
- Binh mã ti Lại mục
- Sùng Văn môn Phó sứ
- Quan đại sứ
- Phủ Kiểm giáo
- Trưởng quan ti Lại mục
- Trà dẫn phê nghiệm sở Đại sứ
- Diêm trà Đại sứ
- Đồng tri khố Đại sứ
- Châu khố Đại sứ
- Thuế khóa ti Phân ti Đại sứ
- Châu thuế khóa sứ Đại sứ
- Huyện thuế khóa sứ Đại sứ
- Dịch thừa
- Hà bạc sở Sở quản các áp Áp quan
- Đạo thương đại sứ
- Châu thương đại sứ
- Điển khoa
- Huấn khoa
- Điển thuật
- Huấn thuật
- Phó đô cương
- Tăng chính
- Tăng hội
- Phó đô kỉ
- Đạo chính
- Đạo hội

#### Chức quan kinh đô
- Khổng mục Hàn Lâm viện
- Khố sứ Đô sát viện
- Đại sứ Chú ấn cục Bộ Lễ
- Lại mục Binh mã ti
- Phó sứ Sùng Văn môn

#### Chức quan ngoại kinh
- Điển sứ
- Thổ điển sứ
- Quan đại sứ
- Phủ kiểm giáo
- Lại mục Trường quan ti
- Đại sứ Trà dẫn phê nghiệm sở
- Đại sứ Diêm trà
- Đại sứ Đạo huyện thương

## Võ quan

### Chính nhất phẩm
| Lĩnh thị vệ Nội đại thần |  | Loan nghi vệ Chưởng vệ sự Đại thần |  | Nhất nhị tam đẳng Tử tước |  | Nhất nhị tam đẳng Trấn quốc Tướng quân |
| Kiến Uy Tướng quân       |  |                                    |  |                           |  |                                        |

### Tòng nhất phẩm
| Nội đại thần                                        |  | Trú phòng tướng quân các tỉnh |  | Đô thống Ô Lỗ Mộc Tề Đô thống Nhiệt Hà Đô thống Sát Cáp Nhĩ |  | Đề đốc |
| Đề đốc cửu môn bộ quân tuần bộ ngũ doanh Thống lĩnh |  | Kiêu kị doanh Bát kì Đô thống |  | Chấn Uy Tướng quân                                          |  |        |

### Chính nhị phẩm
| Tả Hữu dực Tiền phong Thống lĩnh  |  | Bát kì Hộ quân Thống lĩnh              |  | Bát kì Phó đô thống        |  | Tả Hữu dực Tổng binh |
| Phó đô thống ngoại tỉnh trú phòng |  | Loan nghi sứ                           |  | Nhất nhị tam đẳng Nam tước |  | Tổng binh            |
| Hộ quân doanh Hộ quân Thống lĩnh  |  | Tiền phong doanh Tiền phong Thống lĩnh |  | Võ Hiển Tướng quân         |  |                      |

### Tòng nhị phẩm
| Tán trật Đại thần |  | Phó tướng |  | Võ Công Tướng quân |  |  |

### Chính tam phẩm
| Nhất đẳng Thị vệ         |  | Quan quân sứ                     |  | Dực trưởng Hỏa khí doanh                     |  | Dực úy Bộ quân doanh       |
| Hộ quân Thống lĩnh Bao y |  | Tổng quản Ô thương doanh         |  | Tổng quản Viên Minh Viên                     |  | Tham lĩnh Tiền phong doanh |
| Tham lĩnh Hộ quân doanh  |  | Hộ quân Tham lĩnh Ô thương doanh |  | Tham lĩnh Kiêu kị doanh                      |  | Thành thủ úy               |
| Tổng quản Lăng tẩm       |  | Tổng quản Viên trường            |  | Tổng quản Thủy thủ bác thuyền Hắc Long Giang |  | Tổng quản Sát Cáp Nhĩ      |
| Trưởng sử Vương phủ      |  | Tham tướng                       |  | Nhất nhị tam đẳng Khinh xa Đô úy             |  | Chỉ huy sứ                 |
| Võ nghĩa Đô úy           |  |                                  |  |                                              |  |                            |

### Tòng tam phẩm
| Doanh tổng Bao y Viên Minh Viên |  | Tham lĩnh Hộ quân doanh Bao y |  | Tham lĩnh Cát Lâm   |  | Tham lĩnh Hắc Long Giang |
| Đồng tri Chỉ huy sứ             |  | Tham lĩnh Sát Cáp Nhĩ         |  | Hiệp lĩnh Trú phòng |  | Nhất đẳng Hộ vệ          |
| Du kích                         |  | Tuyên úy sứ Tuyên úy sứ ti    |  | Võ dực Đô úy        |  |                          |

### Chính tứ phẩm
| Nhị đẳng Thị vệ                                   |  | Vân Huy sứ               |  | Tiên phong Thị vệ                       |  | Phó Hộ quân Tham lĩnh  |
| Phó Hộ quân Tham lĩnh Ô thương doanh              |  | Phó Tiền phong Tham lĩnh |  | Phó Kiêu kị Tham lĩnh                   |  | Tá lĩnh                |
| Bộ quân Hiệp úy                                   |  | Tín bác Tổng quản        |  | Tổng quản Nam uyển                      |  | Phó Tổng quản Lăng tẩm |
| Công tượng Lăng tẩm ti                            |  | Dực trưởng Viên trường   |  | Tổng quản Mã xưởng Đà xưởng Thái bộc tự |  | Phòng thủ úy           |
| Quản thủy thủ tứ phẩm quan Hắc Long Giang Cát Lâm |  | Tư nghi trưởng           |  | Kị Đô úy                                |  | Đô ti                  |
| Đồng tri Tuyên úy sứ ti                           |  | Chỉ huy Thiêm sự         |  | Chiêu võ Đô úy                          |  |                        |

### Tòng tứ phẩm
| Thành môn lĩnh               |  | Phó Kiêu kị Tham lĩnh Bao y |  | Tá lĩnh Bao y  |  | Phó Tham lĩnh Sát Cáp Nhĩ |
| Tá lĩnh Sát Cáp Nhĩ          |  | Tứ phẩm Điển nghi           |  | Nhị đẳng hộ vệ |  | Phó sứ Tuyên úy sứ ti     |
| Tuyên phủ sứ Tuyên phủ sứ ti |  | Tuyên võ Đô úy              |  |                |  |                           |

### Chính ngũ phẩm
| Tam đẳng Thị vệ                                     |  | Bộ quân phó tướng                                       |  | Bộ quân giáo                                       |  | Giám thủ Tín bác quan |
| Nam Hoa môn Chương kinh                             |  | Lăng tẩm Phòng ngự                                      |  | Lăng tẩm Quản lý thiếu tạo chuyên ngõa quan        |  | Phân quản Tá lĩnh     |
| Trưởng ấn phòng ngự Ngưu trang Mãn châu Cái châu    |  | Quan khẩu thủ ngự                                       |  | Quản thủy thủ Ngũ phẩm quan Cát Lâm Hắc Long Giang |  | Vân Kị úy             |
| Thủ bị                                              |  | Thiêm sự Tuyên úy sử ti                                 |  | Đồng tri Tuyên phủ sứ ti                           |  | Chính Thiên hộ        |
| Nội vụ phủ Ngự trà phòng Tam đẳng thị vệ Thượng trà |  | Nội vụ phủ Ngự thiện phòng Tam đẳng thị vệ Thượng thiện |  | Tán giai Võ đức Kị úy                              |  |                       |

### Tòng ngũ phẩm
| Tứ đẳng Thị vệ                 |  | Uy thự Tiền phong Tham lĩnh |  | Uy thự Hộ quân Tham lĩnh |  | Uy thự Ô thương hộ quan Tham lĩnh |
| Uy thự Tiền phong thị vệ       |  | Hạ Ngũ kì Bao yTham lĩnh    |  | Ngũ phẩm Điển nghi       |  | Tam đẳng Hộ vệ                    |
| Thủ ngự sở Thiên tổng          |  | Hà doanh Hiện biện thủ bị   |  | Phó sứ Tuyên phủ sứ ti   |  | An phủ sứ An phủ sứ ti            |
| Chiêu thảo sứ ti Chiêu thảo sứ |  | Phó Thiên hộ                |  | Võ Đức tá kị úy          |  |                                   |

### Chính lục phẩm
| Lam linh Thị vệ              |  | Chỉnh nghi úy                            |  | Thân quân sứ                                       |  | Tiền phong giáo                    |
| Hộ quân giáo                 |  | Ô thương hộ quân giáo                    |  | Kiêu kị giáo                                       |  | Giám tạo hỏa dược quan             |
| Lăng tẩm Tế tự cung ứng quan |  | Thái bộc tự Mã xưởng Đà xưởng Dực trưởng |  | Quản thủy thủ Lục phẩm quan Cát Lâm Hắc Long Giang |  | Môn Thiên tổng                     |
| Doanh thiên tổng             |  | Tuyên phủ sứ ti Thiêm sự                 |  | An phủ sứ ti Đồng tri                              |  | Chiêu thảo sứ ti Phó Chiêu thảo sứ |
| Trưởng quan ti Trưởng quan   |  | Bách hộ                                  |  | Võ lược kị úy                                      |  |                                    |

### Tòng lục phẩm
| Uy thự Bộ quân giáo |  | Nội vụ phủ Lục phẩm Linh trưởng |  | Lục phẩm Điển nghi |  | Vệ thiên tổng |
| An phủ sứ ti Phó sứ |  | Võ lược tá kị úy                |  |                    |  |               |

### Chính thất phẩm
| Bả tổng  |  | An phủ sứ ti |  | Thiêm sự |  | Trưởng quan ti Phó trưởng quan |
| Ân kị úy |  | Võ tín kị úy |  |          |  |                                |

### Tòng thất phẩm
| Thịnh kinh du mục phó úy |  | Thất phẩm Điển nghi |  | Võ úy tá kị úy |  |  |

### Chính bát phẩm
| Thịnh kinh dưỡng tức úy Tả Hữu Dực trưởng |  | Bát phẩm ấm Giám sinh |  | Ngoại ủy Thiên tổng |  | Phấn võ giáo úy |

### Tòng bát phẩm
| Bát phẩm Điển nghi  |  | Ủy thự thân quân giáo           |  | Ủy thự tiền phong giáo |  | Ủy thự hộ quân giáo |
| Ủy thự kiêu kị giáo |  | Viên Minh Viên Phó Hộ quân giáo |  | Phấn võ tá giáo úy     |  |                     |

### Chính cửu phẩm
| Các doanh Lam linh trưởng |  | Ngoại ủy bả tổng |  | Tu võ giáo úy |  | Uy vũ |  |  |

### Tòng cửu phẩm
| Thái bộc tự Ủy thự cố sơn đạt |  | Ngạch ngoại ngoại ủy |  | Tu võ tá giáo úy |  |  |

### Không phẩm trật
| Võ quan kinh đô    |  |        |  |         |  |  |
| Lĩnh thôi          |  |        |  |         |  |  |
| Võ quan ngoại kinh |  |        |  |         |  |  |
| Bách trưởng        |  | Thổ xá |  | Thổ mục |  |  |